# Ole Jørgen Bruvoll
Ole Jørgen Bruvoll, född 7 april 1995, är en norsk längdskidåkare som representerar klubben  Lierne IL och Team Engcon.

## Karriär
Ole Jørgen Bruvoll tog brons på 30 kilometer skiathlon vid U23-VM år 2018. 2022 vann han Flyktingrennet.